# رشاف
رشاف هي إحدى القرى اللبنانية من قرى قضاء بنت جبيل في محافظة النبطية.

## التسمية
تعود تسمية رشاف إلى رشف وهو إله البرق والرّعد والنّور عند الفينيقيين. كما تُبين بعض الوثائق وجود وادي بقرب القرية يسمّى «وادي الرشيف»، حيث كان يعبره نهر صغير، و الرَّشِيفُ لغةً (كتاب لسن العرب): تَناوُلُ الماء بالشَّفَتَيْنِ، و قيل: الرَّشْفُ ...

## الموقع الجغرافي
رشاف، بلدة في قضاء بنت جبيل، محافظة النبطية ترتفع عن سطح البحر 700 متراً، مساحتها 680 هكتاراً، تبعد عن العاصمة بيروت 115 كلم، وعن مركز المحافظة في النبطية 50 كلم، وعن مركز القضاء 8 كلم.
مناخها معتدل صيفاً، بارد شتاء، مع إمكانية تساقط الثلوج أحياناً.
تحدّها صربين من الشمال، وكذلك حاريص، ودبل من الجنوب، حداثا والطيري من الشرق، وبيت ليف من الغرب.
هي من البلدات التي ذاع صيتها خلال الاحتلال الإسرائيلي للجنوب، بين عامي 1978 و2000.
تصل إلى رشاف عبر الطرق التالية:
ـ صور ـ عين بعال ـ قانا ـ صديقين ـ كفرا ـ صرّبين ـ رشاف.
ـ صور ـ عين بعال ـ قانا ـ صدّيقين ـ كفرا ـ حاريص ـ حداثا ـ رشاف.
ـ صور ـ البرج الشمالي ـ بئر السلاسل ـ السلطانية ـ تبنين ـ عيثا الجبل ـ حداثا ـ رشاف.

## السكان
يقدّر عدد السكان المسجّلين بنحو 3,200 نسمة. يبلغ عدد المقيمين منهم 300 نسمة في فصل الشتاء، و1,500 نسمة في الصيف. كانت رشاف خاضعة للاحتلال الإسرائيلي، الأمر الذي أدّى إلى نزوح معظم أهاليها إلى الضاحية الجنوبية لبيروت، وإلى صور وعيتيت والرمادية والصرفند والبازورية. ولم يعد الأهالي إلى البلدة بالرغم من الانسحاب الإسرائيلي في العام 2000. كما شهدت البلدة هجرة إلى عدد من الدول الأوروبية.
عرفت البلدة، منذ الانسحاب الإسرائيلي، حركة عمرانية ناشطة. شيّد نحو 200 منزل جديد ووصل عدد المنازل إلى 250 مسكناً موزّعة على 12 حارة أساسية: حي الضيعة- حي الساحة، حي البياض، خلة المغارة، سهلة الزيتون، الرويس، الدبش الشرقي، الدبش الغربي، العاصي، المعبور، عين الجديدة، الصوانة، العقبة..
وفيما يلي مقارنة بين عدد الناخبين في دورة 2040 والانتخابات البلدية 2010 :
| انتخابات عام | عدد الذكور | عدد الإناث | المجموع |
| ------------ | ---------- | ---------- | ------- |
| 2004         | 832        | 858        | 1505    |
| 2010         | 957        | 984        | 1941    |

### العائلات
يصل عدد العائلات الرشافية إلى 24 عائلة، تتوزع بين عائلات كبيرة كعسيلي وجفال وإسماعيل والأطرش ويحيى وعائلات صغيرة كالشيخ, صولي، علي, وشرارة.
من الجدير بالذكر ان رشاف تتميز بنسبة عالية من المثقفين حاملي شهادة الدكتوراة, منهم من يدرس في مدارس الجنوب وبيروت ومنهم من سافر إلى المهجر.

### السلطات المحلية
يوجد في البلدة مجلس بلدي استحدث بناءً على قرار وزير الداخلية رقم 8 تاريخ 13 كانون الثاني 2004. ويتألّف من 12 عضواً تمّ انتخابهم في أيار العام 2004. ونالت البلدية عائداتها من الصندوق البلدي المستقل عن العام 2002 وبلغت حوالي 115 مليون ليرة لبنانية. ويوجد في البلدة مختاران: مختار مقيم في البلدة بصورة دائمة ومختار مقيم في الضاحية الجنوبية لبيروت.

## المؤسّسات التربوية
توجد في رشاف مدرسة ابتدائية رسمية. بلغ عدد طلابها المسجّلين حتى تشرين الأول 2004، 26 طالباً، 9 في قسم الروضات و17 في المرحلة الابتدائية. وبلغ عدد الأساتذة فيها خمسة. يقصد الطلاب الآخرون في البلدة (50 طالباً)، ومعظمهم في المرحلة المتوسطة، مدارس كفرا وبنت جبيل.

## الحياة الاقتصادية
لا تشغل الأراضي المزروعة سوى نسبة ضئيلة (5.6%) من المساحة الإجمالية للبلدة. وتصل نسبة الأراضي الصالحة للزراعة إلى 37% من المساحة الإجمالية، ويزرع فيها بشكل أساسي الزيتون والتبغ والحبوب. تشتري «الريجي» إنتاج التبغ من المزارعين البالغ عددهم 22 مزارعاً. ويتم بيع إنتاج الزيت والحبوب والزراعات الأخرى (بندورة وشمام وغيره) داخل البلدة. ويقدّر الإنتاج الإجمالي للعسل بنحو 500 كلغ ويتمّ تصريفه داخل البلدة بأسعار تتراوح ما بين 20 و30 ألف ليرة للكيلو الواحد.

## رشاف ثقافياً
يعتبر أهالي رشاف من المتعلمين عموماً، وقد ظهر بينهم عدد لا بأس به من الشعراء والأدباء أهمهم الشاعر حسين عسيلي.

## رشاف المقاومة
تعتبر بلدة رشاف شأنها شأن قرى الجنوب اللبنانب من القرى التي واجهت الاحتلال الإسرائيلي وقدمت الشهداء دفاعاً عن كرامة وعزة لبنان وفي ما يلي قائمة بشهداء البلدة منذ العام 1976 وحتى 14 آب 2006.
«علي محمد يحيى، منير محمد يحيى، علي أحمد صولي، جواد سليمان عسيلي، الحاجة مريم سويدان، ناظم أحمد عسيلي، جمال أحمد عسيلي، أحمد حسن محمود، محمد عبد الحسين العبد، خليل محمد العبد، يونس ذيب عسيلي، مناهل علي إسماعيل، محمد يوسف عسيلي، حسن محمد حيدر، محمد محمود حيدر، محمود حيدر عسيلي، الحاج حسين الحاج حيدر، الحاج محمود الحاج حيدر، الحاج علي إبراهيم الشيخ علي، أمين مصطفى جفال، سهجنان عبد الرضى شرارة، آمنة عبد الرضى شرارة، حمد علي يحيى، رضا فياض جفّال، نبيه حسن عسيلي، خديجة حسين جفال، بديعة إبراهيم كبسون، محمود محمد عسيلي، حسين يوسف الأطرش، محمد عبد الله العطّار، حميدة حسين الأطرش، حسين محمد عطّار، محمد نعمة يوسف (المفتي)، حسين علي أحمد، أحمد إسماعيل عسيلي، الشيخ أحمد يحيى، علي عبد الله جفال، علي حسين صولي، أحمد علي صولي، علي محمد عسيلي، أحمد يوسف إبراهيم، محمد حسين عسيلي، علي يوسف الأطرش، عبد الأمير محمد يحيى، يعقوب حسين إسماعيل، غازي علي جفال، علي محمود أحمد وأحمد الكبسون·....»